# Young Knives
Young Knives, anciennement Simple Pastoral Existence et The Young Knives,  est un groupe de rock indépendant britannique, originaire de Ashby-de-la-Zouch, dans le Leicestershire, en Angleterre.

## Biographie
Il est composé de Henry Dartnall (voix et guitare), Thomas Dartnall (voix et basse) et Oliver Askew (percussions et chœurs). 
En 2013, le groupe fait financer son nouvel album par ses fans via le site de financement participatif Kickstarter. En novembre de la même année, il livre son quatrième opus Sick Octave dont le mixage est assuré par David Wrench (Caribou, Is Tropical).

## Discographie
- 2002 : The Young Knives ...are Dead (mini album)
- 2006 : Voices of Animals and Men
- 2007 : The Young Knives ...are Dead ...and Some (ressortie complétée)
- 2008 : Superabundance (2008)
- 2011 : Ornaments from the Silver Arcade
- 2013 : Sick Octave